# Raymund Ferdinand von Rabatta

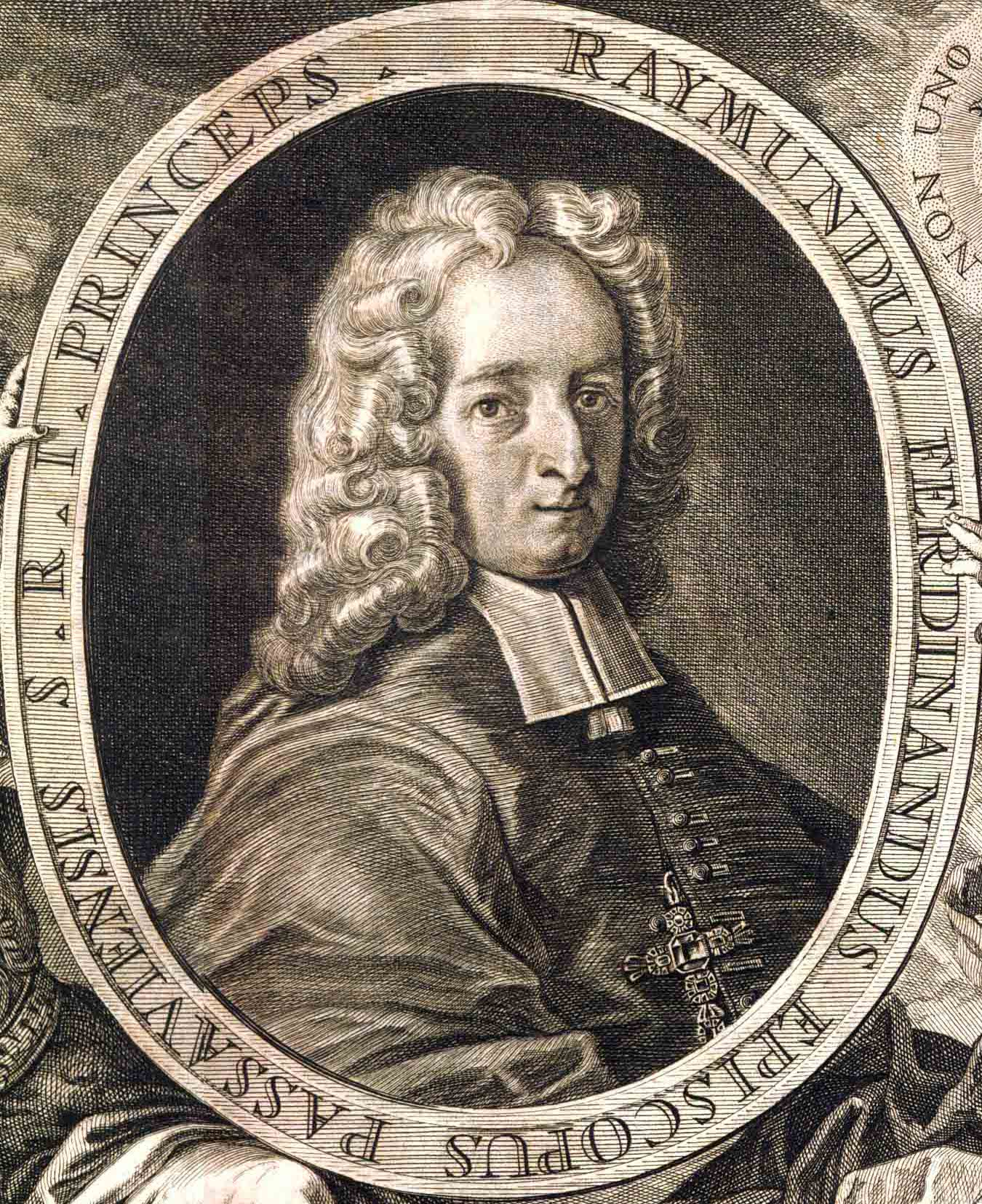
Raymund Ferdinand von Rabatta

Graf Raymund Ferdinand von Rabatta (* 4. Februar 1669 in Görz; † 25. Oktober 1722 in Passau) war der 67. Bischof des Bistums Passau.

## Leben
Raymund Ferdinand von Rabatta entstammte dem Krainer Adelsgeschlecht Rabatta und war der Sohn eines adligen kaiserlichen Kämmerers und Oberstallmeisters. Er gehörte seit 1688 dem Passauer Domkapitel an und war mit dem Amt des Ober-Kellerers betraut. 1693 erhielt er die Weihe zum Subdiakon, und am 5. Juni 1700 empfing er die Priesterweihe. Von 1705 bis 1708 war er Pfarrer in Hartkirchen.
Am 18. Januar 1713 wurde der 43-Jährige zum Fürstbischof von Passau gewählt, am 18. September folgte die päpstliche Bestätigung. Er verkleinerte den Hofstaat und reduzierte die Schulden des Bistums. Aus eigenen Mitteln ließ Rabatta 1714 eine Krankenanstalt errichten. Während seiner Amtszeit wurde auch die Neue Residenz gebaut.

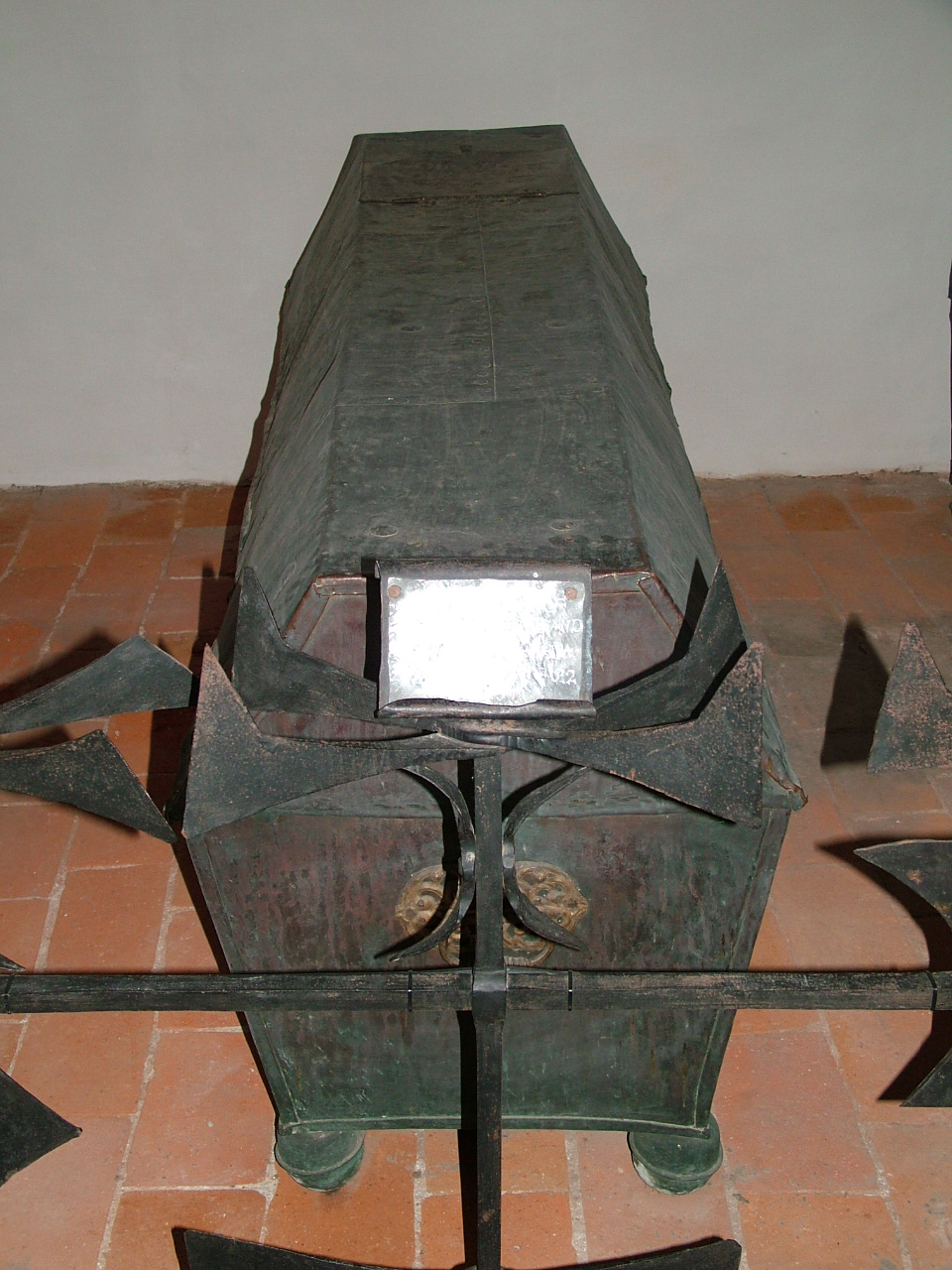
Grabstätte des Fürstbischofs Rabatta in Passau

Im Unterschied zu seinem Vorgänger konzentrierte er sich auf die Seelsorge. Er förderte die Volksmission und die Priesterausbildung. Im Unteren Bayerischen Wald trieb er die Besiedelung voran und gründete dort die Pfarrei Breitenberg.
Raymund Ferdinand von Rabatta ist in der Bischofsgruft im Passauer Dom bestattet.